# Bergama
Bergama (Pargauma / Pergamos «pueblo de lo alto») se refiere a una ciudad y sus alrededores en el distrito homónimo de la provincia de Esmirna, en la región del Egeo. Conocida por su algodón, tabaco, uvas, aceitunas, oro y bellas alfombras, la ciudad era el centro cultural griego y romano de Pérgamo, y la riqueza de sus antiguas ruinas sigue atrayendo gran interés turístico. 
Situada en un promontorio al norte del río Bakir Çay, a 26 km del mar Egeo, Bergama tiene una población de aproximadamente 55 000 personas. Las ruinas de la antigua ciudad de Pérgamo se encuentran al norte y al oeste de la ciudad moderna. Se cree que la Pérgamo romana albergó una población de aproximadamente 150 000 personas en su apogeo en el siglo I d. C.
Entre las notables ruinas de Bergama se encuentra el Santuario de Asclepio (o Asclepeion), un templo dedicado a un antiguo dios griego de la curación, y el complejo de la Basílica Roja (Kizil Avlu en turco), una construcción del siglo II d. C. del emperador Adriano que se extiende a ambos lados del río Selinus. La ciudad también cuenta con un museo arqueológico.

## Pérgamo
Pérgamo fue un pequeño asentamiento durante la Época Arcaica. Lisímaco, uno de los generales de Alejandro Magno y quien que se había convertido en el soberano de Anatolia después de 301 a. C., entregó los gastos de la guerra, por la cantidad de 9000 talentos (se cree que 1 talento equivale a US$ 7500 aprox.), a Filetero, comandante de Pérgamo. El reino fundado por Filetero con esta suma de dinero tras la muerte de Lisímaco, floreció y se convirtió en el centro cultural más eminente del período helenístico durante 150 años. 
Eumenes I, Átalo I y Eumenes II ocuparon sucesivamente el trono después de Filetero. Eumenes II tomó la Acrópolis de Atenas como ejemplo e hizo adornar la acrópolis de Pérgamo con obras de arte que reflejaban el buen gusto. Pérgamo se convirtió en una de las más elegantes ciudades del mundo. Átalo III, quien sucedió a Átalo II, entregó sus tierras a los romanos cuando murió en el año 133 a. C.
En la acrópolis, las ruinas que se pueden ver en el lado izquierdo a medida que se entra, son las tumbas monumentales o heroons construidas para los reyes de Pérgamo durante el período helenístico. Las tiendas se encuentran a su lado. Al entrar en la Acrópolis, los restos vistos del lado izquierdo, son las bases de los Propileos (puertas monumentales) que fueron construidas por Eumenes II. 
Al llegar a la plaza rodeada de tres estoas del orden dórico se observan las ruinas del Templo de Atenea, construido en la época de Eumenes II en el siglo III a. C., justo por encima del teatro. 
La famosa Biblioteca de Pérgamo, que contenía 200 000 libros, se encontraba al norte de la plaza. Marco Antonio dio todos los libros de la biblioteca a Cleopatra como regalo de bodas. Los restos cerca de la biblioteca, son algunas de las casas el período helenístico. Subiendo las escaleras, pueden apreciarse los restos de los palacios de Átalo II y Eumenes II.  
En el interior de la Acrópolis hay casas, cuarteles militares y depósitos llamados «Arsenales». El edificio que ha sido restaurado en la actualidad es el Templo de Trajano. Trajano lo comenzó pero después de su muerte el emperador Adriano (117-138) terminó el templo en el orden corintio y fue colocado en una terraza con dimensiones de 68 x 58 m. Arqueólogos alemanes han intentado erigir este templo desde 1976, que cuenta con 6 x 9 columnas y planta períptera (con una fila de columnas alrededor del templo). Es completamente de mármol. 
El Teatro de Pérgamo, uno de los teatros más empinados del mundo, tiene una capacidad de 10 000 personas y fue construido en el siglo III a. C. El teatro sufrió cambios durante la época romana bajo el reinado de Caracalla. Hay una estoa (pórtico) de 246,5 m de largo y unos 16 m de ancho enfrente del teatro. El camino delante del teatro lleva al Templo de Dioniso (conocido en Roma como Baco, dios del vino). El templo fue construido en el siglo II a. C. y reconstruido en mármol durante la época de Caracalla (211-217 d. C.). Sus dimensiones son 11,80 x 20,22 m. El templo, que despierta interés por la escalera del frente con una altura de 4,5 m y 25 pasos, tiene un aspecto exquisito. 
El famoso Altar de Zeus de Pérgamo se encuentra al sur del teatro. Eumenes II (197-159 a. C.), lo construyó como un monumento conmemorativo de la victoria contra los gálatas. Tiene forma de herradura y sus dimensiones son 36,44 x 34,20 m. Se compone de cuatro partes y los altorrelieves que posee describen la guerra entre los gigantes y los dioses olímpicos. El altar, que fue extraído de Pérgamo en 1871 y llevado a Alemania por el ingeniero alemán Carl Humann, se exhibe en el Museo de Pérgamo en Berlín, de manera similar a su estado original. Hoy en día, el gobierno turco está tratando de recuperarlo, por lo que presentó una reclamación ante la Corte Internacional de Justicia de La Haya. 
Al sur del altar está el ágora (mercado), perteneciente al siglo II a. C. En su centro hay un pequeño altar. Hacia abajo, en la acrópolis, se encuentra el centro de la ciudad. 
Dentro de Pérgamo, se encuentra el Templo de Serapis, construido para los dioses egipcios en el siglo II d. C. y llamado Patio Rojo por los lugareños. Se trata de un edificio en forma de basílica construido bajo el reinado de Adriano. Más tarde, en el siglo IV d. C., se convirtió en una iglesia dedicada a Juan el Evangelista y se convirtió en una de las Siete Iglesias mencionadas en el Apocalipsis. 
El museo está en Bergama y el Asclepeion (el antiguo complejo médico, el hospital) está fuera de la ciudad. Se cree que el Asclepeion, dedicado a Asclepio, dios de la salud y de la medicina, ha existido desde el siglo IV d. C. Contiene locales, como un pequeño teatro con una capacidad para 3500 personas, las habitaciones donde los pacientes eran curados por medio del sonido del agua y la música, el templo de Asclepeion y la biblioteca. Aquí, los médicos (sacerdotes) analizaban los sueños de los pacientes 2000 años antes que Sigmund Freud lo hiciera. Una de las importantes personalidades relacionadas con el Asclepeion fue Galeno del siglo II d. C.

## Atracciones
Algunos otros edificios históricos en Bergama son:
- Alminar Selçuk construido en el siglo XIV
- Çukurhan caravanserai construido en el siglo XIV
- Taşhan caravanserai construido en 1432
- La Gran Mezquita de Bergama construida en 1399
- La Mesquita Şadırvanlı construida en 1550

Del 18 al 24 de junio, Bergama celebra su festival anual llamado Bergama Kermesi, el primero de los cuales se llevó a cabo en 1937. Dicho evento es de gran importancia, al cual generalmente asisten celebridades, cantantes, deportistas, poetas y escritores turcos.
Bergama es históricamente famosa por la antigua ciudad de Pérgamo y por un tradicional barrio comprendido por antiguas casas otomanas. Recientemente, la ciudad ha sido noticia en el contexto de las controversias que rodean el antiguo Spa de Allianoi, que está siendo amenazado por la construcción del Yortanlı Dam, y por preocupaciones medioambientales sobre la mina de oro en la villa Ovacık.

## Alfombras de Bergama
Bergama también es renombrada por la alta calidad de sus alfombras. Hay aproximadamente 80 villas que todavía confeccionan alfombras de Bergama. La historia de la confección de alfombras en esta región tiene sus inicios en el siglo XI, cuando la migración turca llegó al área. Las alfombras de Bergama casi siempre han sido tejidas con lana, un testimonio de la vida pastoral de los clanes Yörük que poblaban el área en ese entonces. 
Aunque la historia del tejido de alfombras en Bergama llegue al siglo XI, la mayoría de las alfombras que subsisten no pasan los 200 años, mayormente debido al contenido de lana. Las alfombras de Bergama más antiguas que existen pueden encontrarse dentro de las mezquitas o en los alrededores de Bergama y en el museo arqueológico.

## Galería

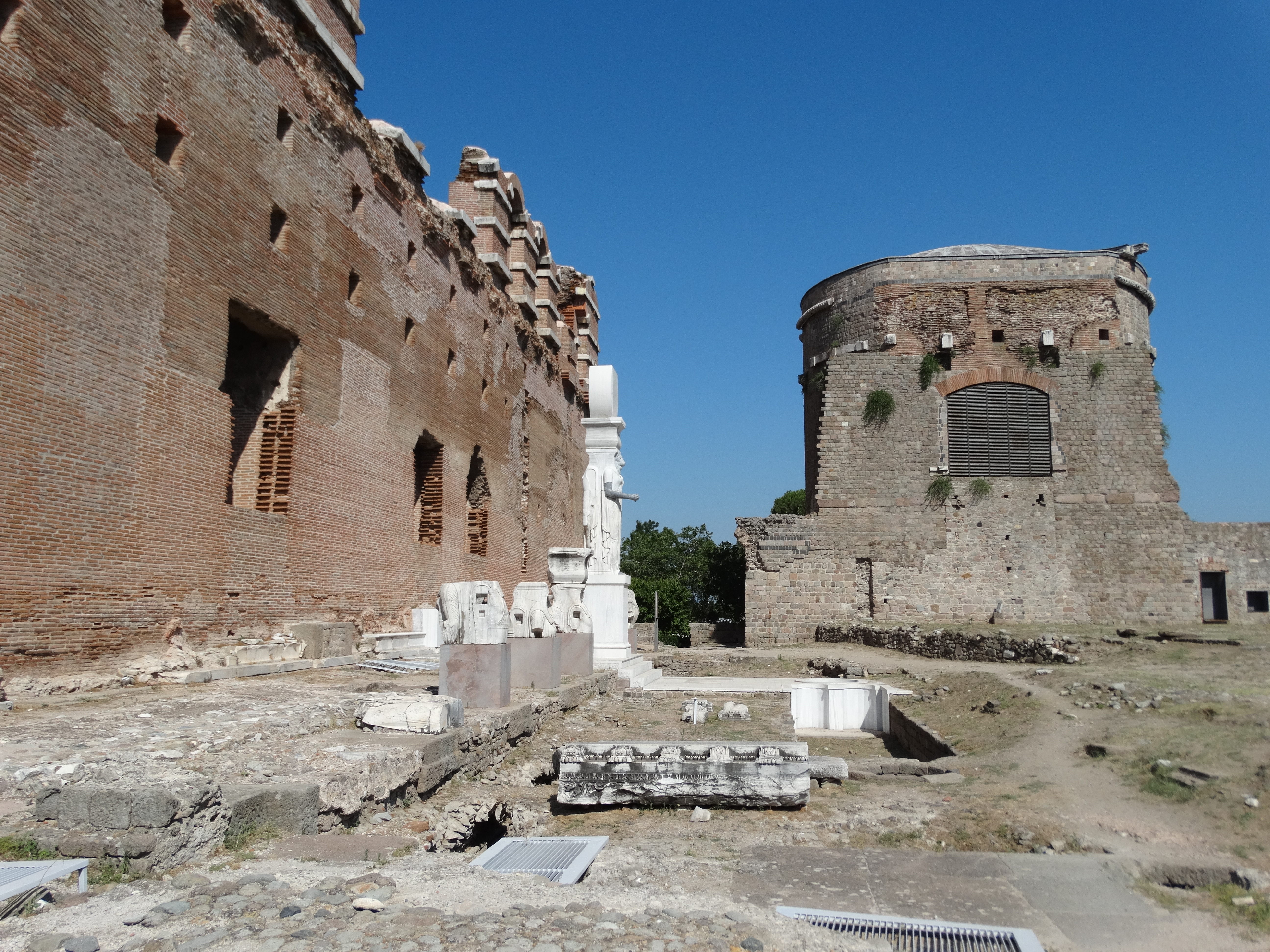
Basílica roja
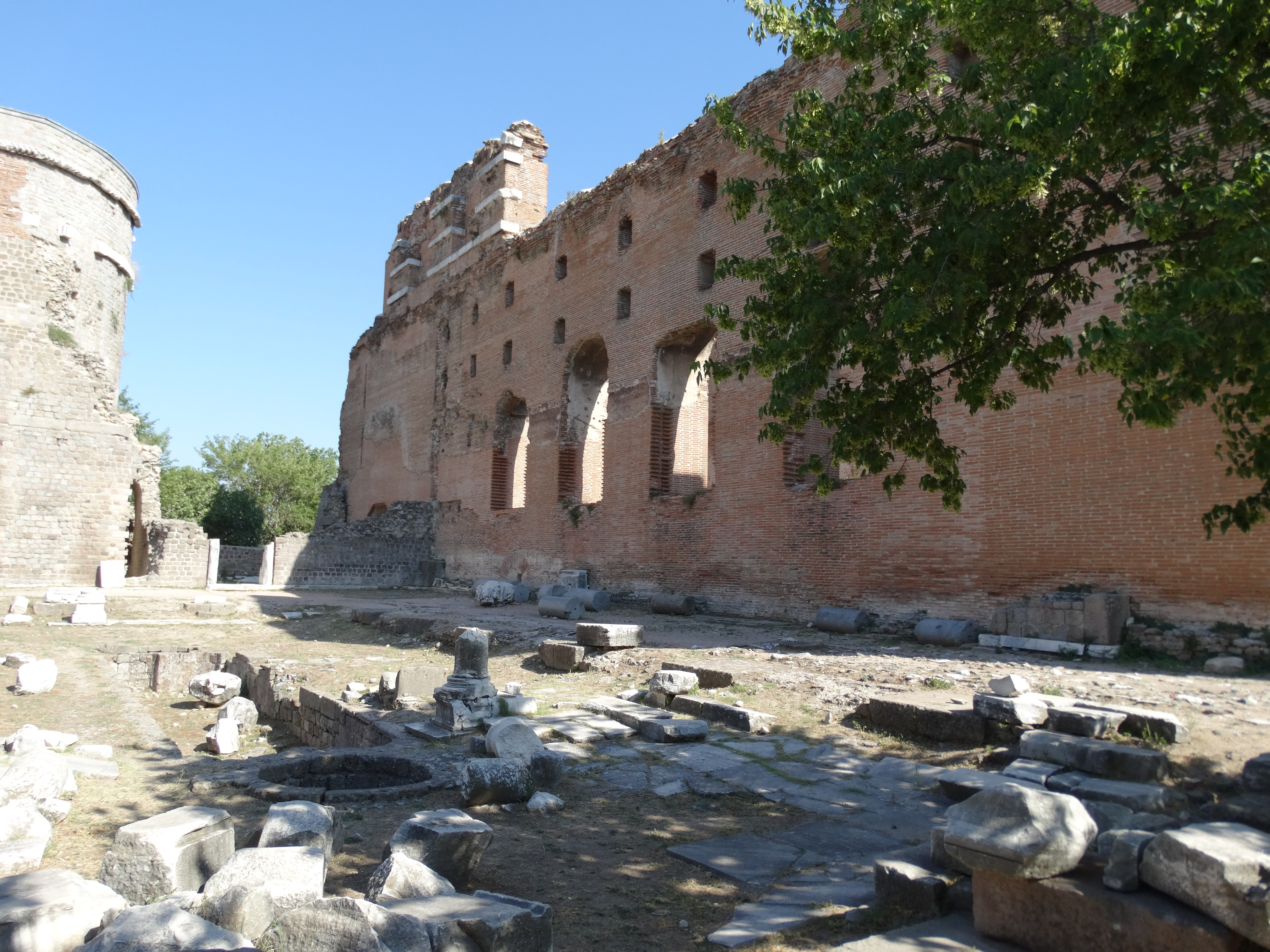
Muro de la Basílica Roja
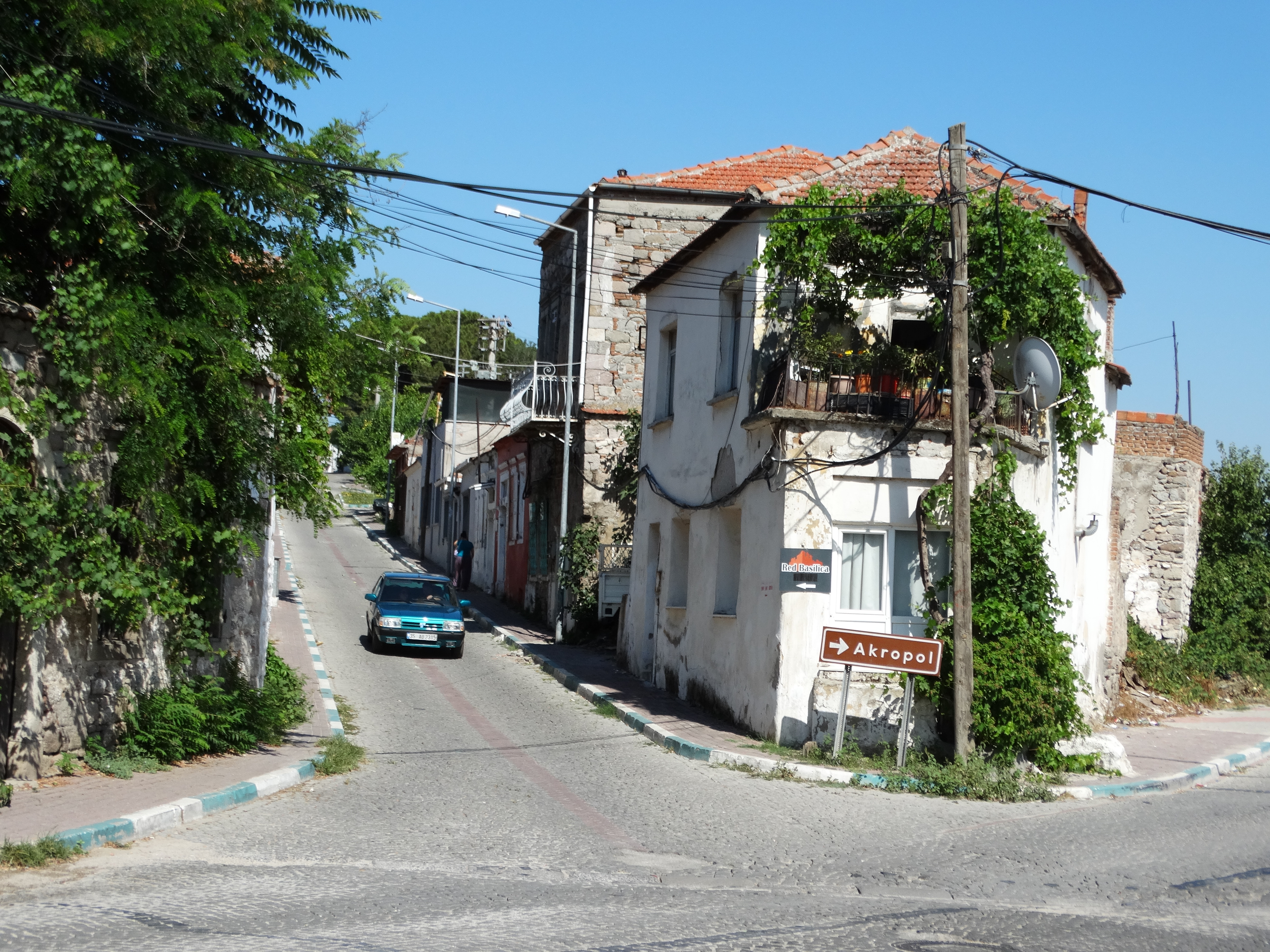
Pintoresco rincón de la ciudad
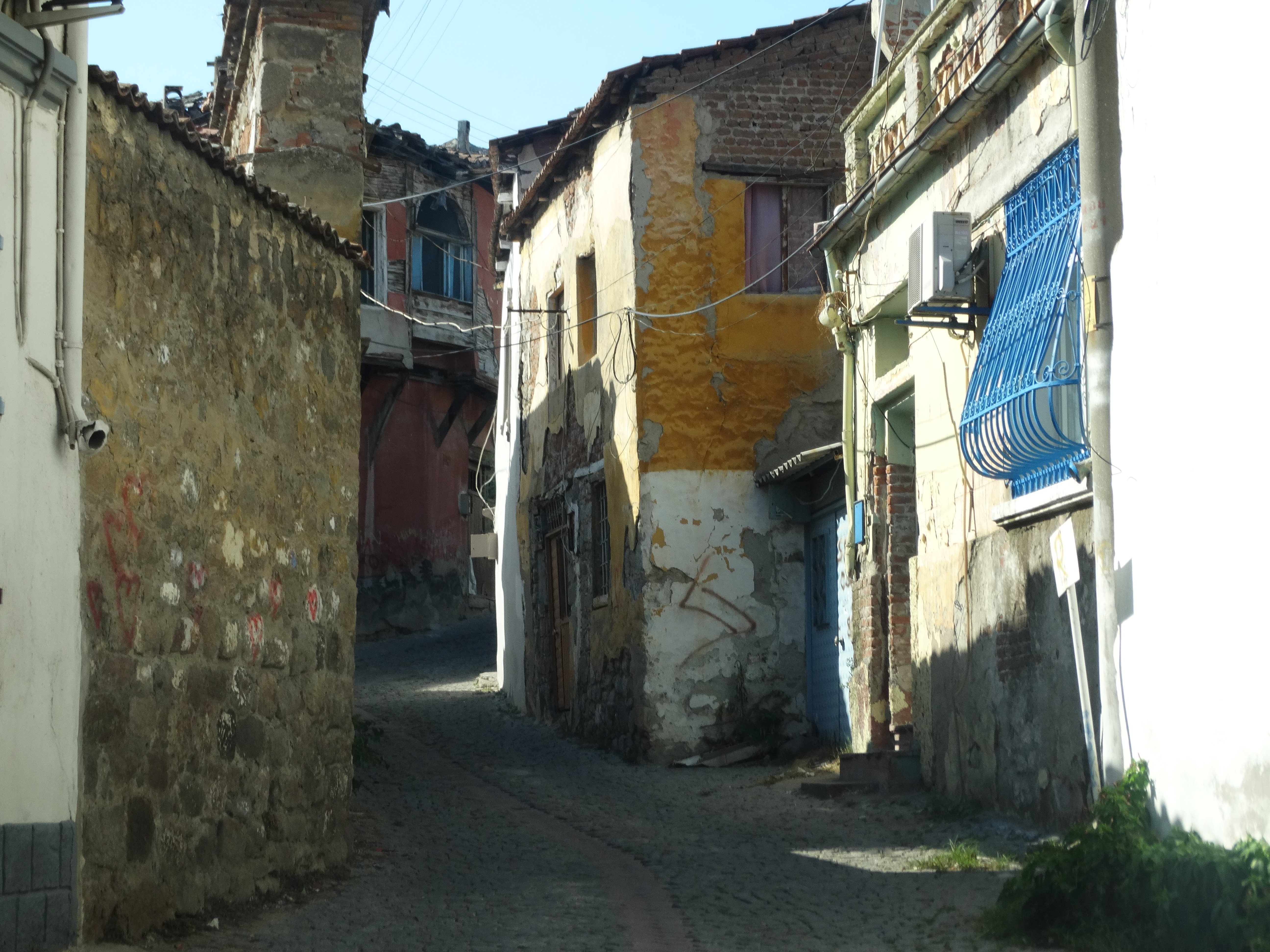
Pintorescos edificios antiguos
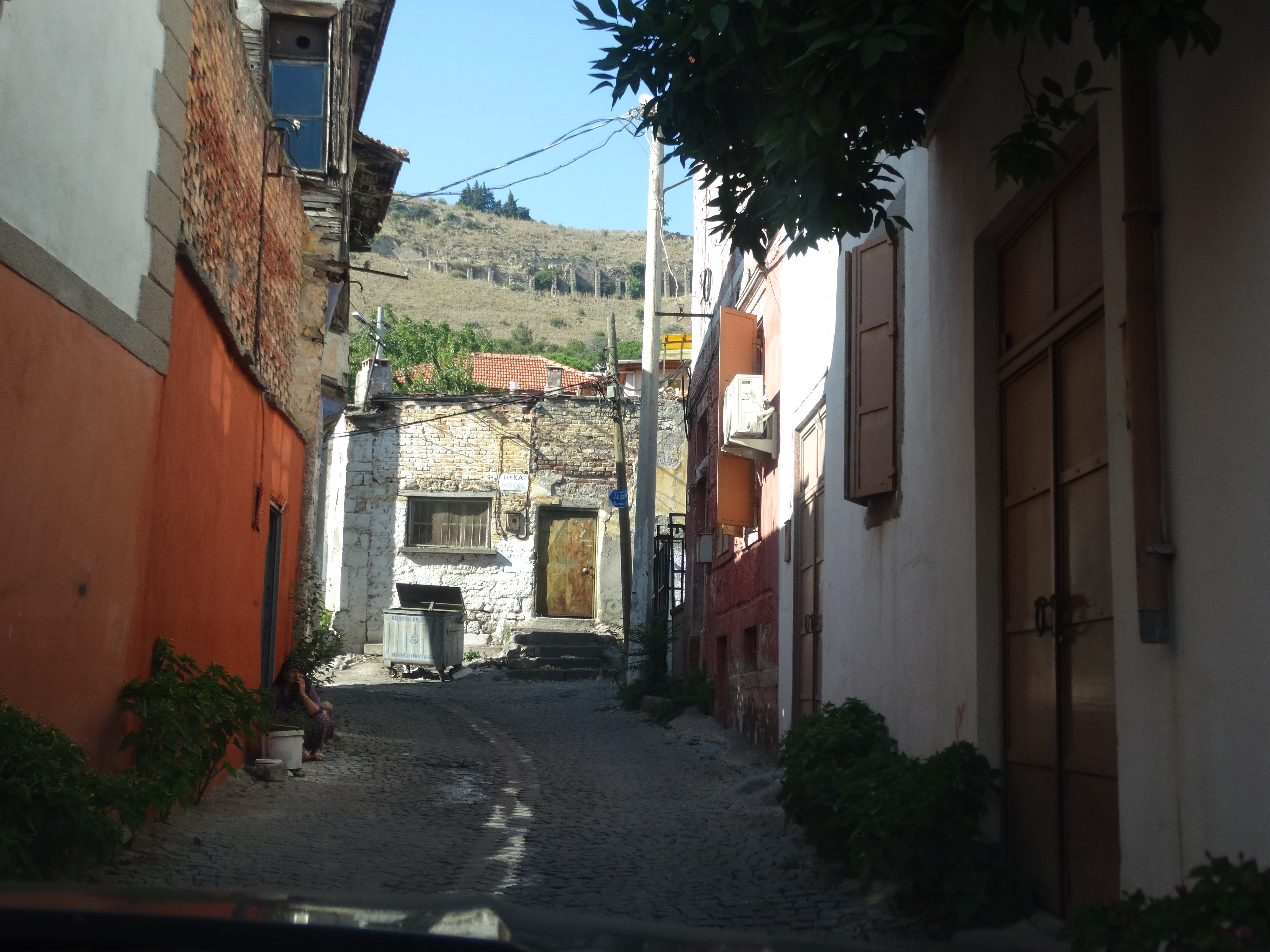
Las fortificaciones de la antigua Pérgamo son visibles en la distancia.
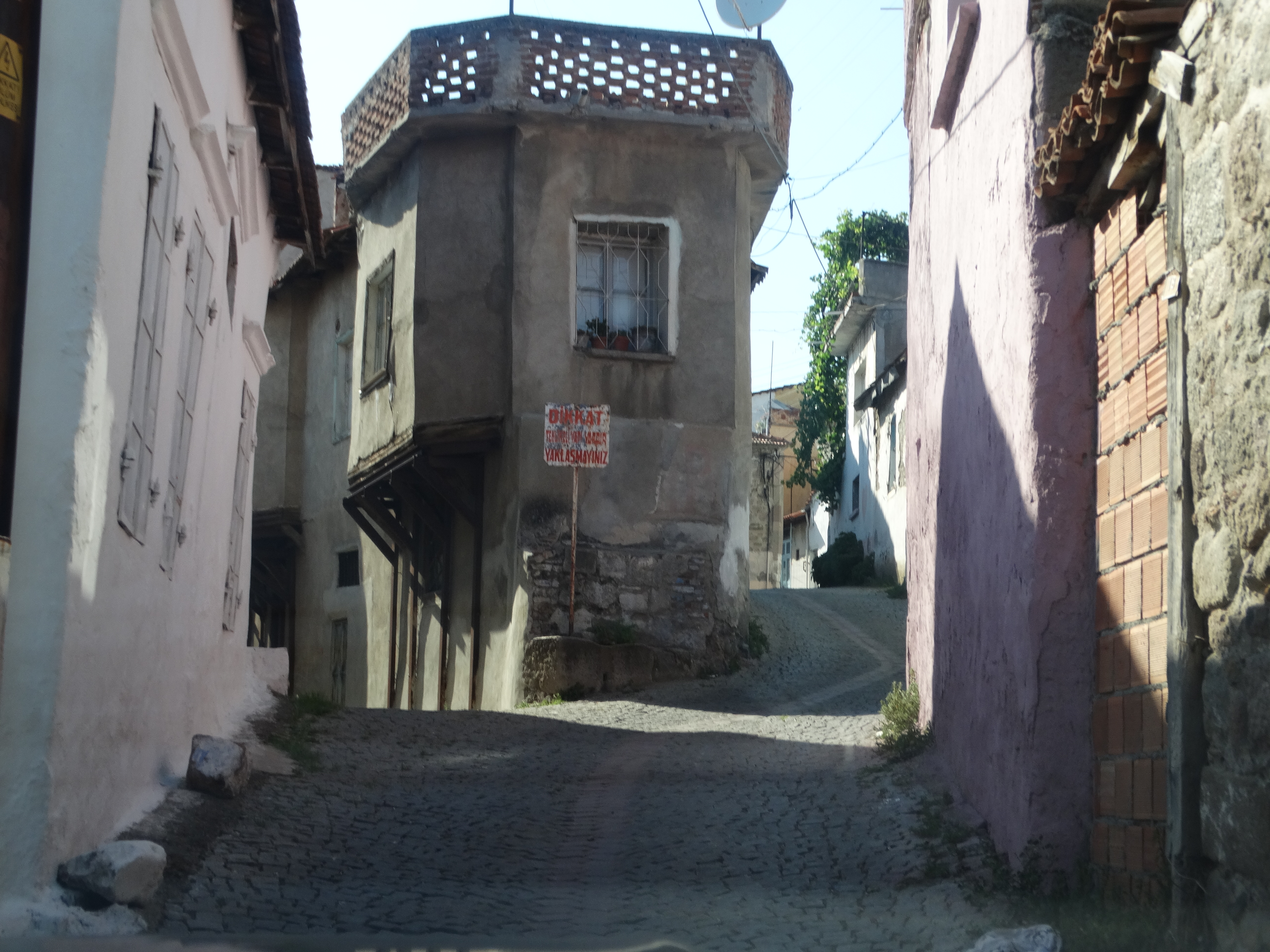
Las empinadas y sinuosas calles de la ciudad vieja.